# Taaravainu
Taaravainu är en ort i Estland. Den ligger i Rakvere kommun och landskapet Lääne-Virumaa, i den centrala delen av landet, 90 km öster om huvudstaden Tallinn. Taaravainu ligger 88 meter över havet och antalet invånare är 125.
Terrängen runt Taaravainu är platt. Runt Taaravainu är det glesbefolkat, med 11 invånare per kvadratkilometer. Närmaste större samhälle är Rakvere, 2,8 km norr om Taaravainu. Omgivningarna runt Taaravainu är en mosaik av jordbruksmark och naturlig växtlighet.